# Maria Hofstätter

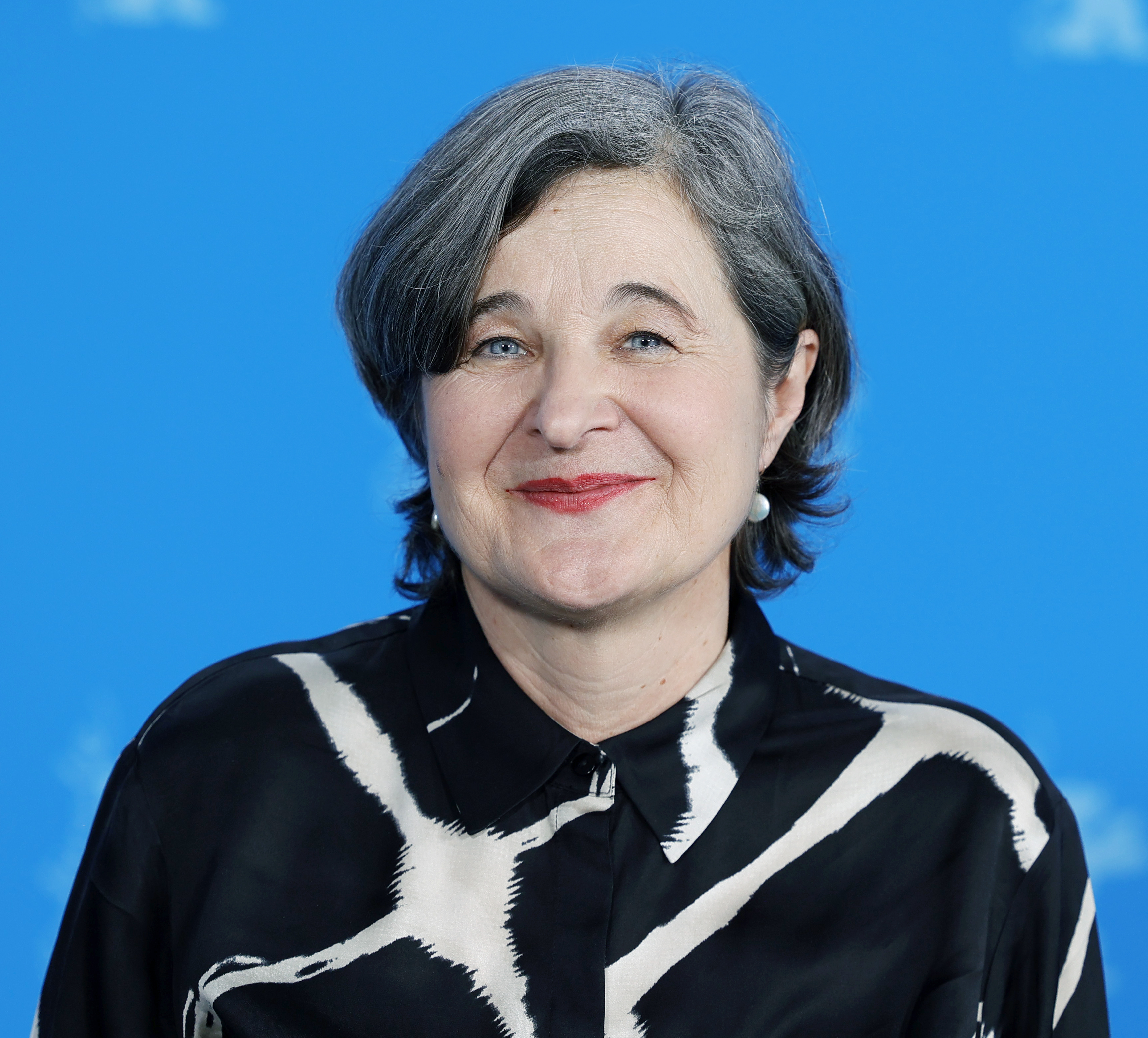
Maria Hofstätter (2024)

Maria Hofstätter (* 30. März 1964 in Linz) ist eine österreichische Film- und Theaterschauspielerin.

## Leben
Maria Hofstätter wuchs in Gramastetten auf. Seit 1983 tritt sie an verschiedenen österreichischen und deutschen Bühnen als Schauspielerin auf und wirkte in zahlreichen Filmen und Kabarettprogrammen mit. Seit 1995 leitet sie gemeinsam mit Dietmar Nigsch das Projekttheater Vorarlberg in Feldkirch.
Als Filmschauspielerin trat sie erstmals in Paul Harathers Tragikomödie Indien in Erscheinung. Ihren Durchbruch feierte sie schließlich 2001 als Autostopperin Anna in Hundstage von Ulrich Seidl. Für die Rolle erhielt sie den Spezialpreis der Jury bei den Internationalen Filmfestspielen in Gijón.
Mit Import Export und den Filmen der Paradies-Trilogie setzte sie die Zusammenarbeit mit Ulrich Seidl fort. In Paradies: Glaube übernahm sie dabei die weibliche Hauptrolle als fanatische Katholikin Anna Maria.
Hofstätter war eine der fünf Protagonisten der wöchentlichen ORF-Satireradiosendung Welt Ahoi!, die von Ö1 von November 2009 bis Dezember 2010 ausgestrahlt wurde.
Mit Produktionen des Projekttheaters Vorarlberg gastiert sie regelmäßig beim biennalen Kulturfestival Walserherbst im Großen Walsertal.
2020 übernahm sie an der Seite von Aleksandar Petrović die Rolle der resoluten Gefängnislehrerin Elisabeth Berger im Spielfilmdrama Fuchs im Bau von Arman T. Riahi. Für ihre Darstellung wurde sie im Rahmen der Verleihung des Deutschen Schauspielpreises 2021 in der Kategorie Schauspielerin in einer Hauptrolle ausgezeichnet.

## Filmografie
Kino
- 1993: Indien – Regie: Paul Harather
- 1995: Das heilige Mahl (Kurzfilm) – Regie: Leopold Lummerstorfer
- 1995: Die Ameisenstraße – Regie: Michael Glawogger
- 1998: Hinterholz 8 – Regie: Harald Sicheritz
- 1999: Wanted – Regie: Harald Sicheritz
- 2000: Gelbe Kirschen – Regie: Leopold Lummerstorfer
- 2001: Hundstage – Regie: Ulrich Seidl
- 2002: Poppitz – Regie: Harald Sicheritz
- 2003: Twinni – Regie: Ulrike Schweiger
- 2003: Wolfzeit – Regie: Michael Haneke
- 2004: Hurensohn – Regie: Michael Sturminger
- 2004: Villa Henriette – Regie: Peter Payer
- 2005: Sophie Scholl – Die letzten Tage – Regie: Marc Rothemund
- 2005: Shadow of the Sword – Der Henker – Regie: Simon Aeby
- 2007: Import Export – Regie: Ulrich Seidl
- 2010: Elf Onkel – Regie: Herbert Fritsch
- 2011: Wie man leben soll – Regie: David Schalko
- 2012: Paradies: Liebe – Regie: Ulrich Seidl
- 2012: Paradies: Glaube – Regie: Ulrich Seidl
- 2013: Paradies: Hoffnung – Regie: Ulrich Seidl
- 2013: Dampfnudelblues – Regie: Ed Herzog
- 2014: Über-Ich und Du – Regie: Benjamin Heisenberg
- 2016: Schweinskopf al dente – Regie: Ed Herzog
- 2017: Wilde Maus – Regie: Josef Hader
- 2017: Einsamkeit und Sex und Mitleid – Regie: Lars Montag
- 2017: Ugly – Regie: Juri Rechinsky
- 2018: Cops – Regie: Stefan A. Lukacs
- 2020: Fuchs im Bau – Regie: Arman T. Riahi
- 2020: Was wir wollten – Regie: Ulrike Kofler
- 2021: Kaiserschmarrndrama – Regie: Ed Herzog
- 2023: Ein ganzes Leben – Regie: Hans Steinbichler
- 2024: Des Teufels Bad
- 2024: Der Soldat Monika – Regie: Paul Poet
- 2024: Pfau – Regie: Bernhard Wenger
- 2024: Andrea lässt sich scheiden
- 2025: Welcome Home Baby – Regie: Andreas Prochaska

Fernsehen
- 2001: Trautmann – Episode: Nichts ist so fein gesponnen
- 2001: Julia – Eine ungewöhnliche Frau – Episode Ein Neubeginn
- 2004: Mein Mörder – Regie: Elisabeth Scharang
- 2006: Commissario Laurenti – Gib jedem seinen eigenen Tod – Regie: Sigi Rothemund
- 2006: Nicht alle waren Mörder – Regie: Jo Baier
- 2007: Der Bulle von Tölz: Wiener Brut
- 2008: Tatort – Granit (TV-Reihe)
- 2010: Die Hebamme – Auf Leben und Tod – Regie: Dagmar Hirtz
- 2012: Braunschlag – Regie: David Schalko
- 2015: Altes Geld – Regie: David Schalko
- 2015: Landkrimi – Der Tote am Teich (Regie: Nikolaus Leytner)
- 2018: Landkrimi – Der Tote im See (Regie: Nikolaus Leytner)
- 2018: Tatort – Her mit der Marie! (Regie: Barbara Eder)
- 2019: Wiener Blut (Regie: Barbara Eder)
- 2020: Das Glück ist ein Vogerl (Regie: Catalina Molina)
- 2021: Letzter Gipfel (Regie: Julian Pölsler)
- 2022: Alles finster (Regie: Michael Riebl)
- 2022: Landkrimi – Zu neuen Ufern (Regie: Nikolaus Leytner)
- 2023: Schnee (Fernsehserie)
- 2024: Die Liebeskümmerer
- 2024: Universum History – Aufstand im Bordell – Frauenhandel um 1900 (Fernsehdokumentation)
- 2024: A Better Place (Fernsehserie)

## Theaterrollen
- 2003: Mariedl in Die Präsidentinnen von Werner Schwab, Projekttheater Vorarlberg
- 2003: Hilde in Der Drang von Franz Xaver Kroetz, Projekttheater Vorarlberg
- 2004: Putzfrau in Vater Unser von Ulrich Seidl, Volksbühne Berlin
- 2005: Rosa in Frauen Krieg von Thomas Brasch, Projekttheater Vorarlberg
- 2005: Die Wartende in How much Schatzi von H.C. Artmann, Projekttheater Vorarlberg
- 2008: moldawische Asylantin in A Hetz, eine Theaterreise mit Texten von Franzobel, Theater Hausruck
- 2013: Martha in Anna und Martha. Der dritte Sektor von Dea Loher, Projekttheater Vorarlberg
- 2015: Sarah Box in Foxfinder von Dawn King, Projekttheater Vorarlberg

## Auszeichnungen
- 2001: Festival Internacional de Cine del Gijón – Special Prize of the Jury für Hundstage
- 2003: Berlinale – Österreichischer Shooting Star des europäischen Films
- 2006: Projekttheater Vorarlberg How Much, Schatzi? Nestroy-Theaterpreis: Beste Off-Produktion
- 2013: Diagonale-Schauspielpreis für Verdienste um die österreichische Filmkultur[5]
- 2014: Österreichischer Filmpreis für die beste Schauspielerin
- 2020: Festival Der neue Heimatfilm – Würdigungspreis der Stadt Freistadt[6]
- 2021: Preis für die beste weibliche Hauptrolle des Günter-Rohrbach-Filmpreises für Fuchs im Bau
- 2021: Deutscher Schauspielpreis in der Kategorie Schauspielerin in einer Hauptrolle für Fuchs im Bau[4]
- 2022: Romy in der Kategorie Beliebteste Schauspielerin Kino/TV-Film[7]
- 2022: Österreichischer Filmpreis in der Kategorie Beste weibliche Darstellerin für Fuchs im Bau
- 2024: Österreichischer Filmpreis in der Kategorie Beste weibliche Nebenrolle für Des Teufels Bad[8]
- 2025: Axel-Corti-Preis[9]